# Клинци у дивљини
Клинци у дивљини (енгл. Rugrats Go Wild) је амерички анимирани мјузикл-хумористички кросовер филм базиран на анимираним телевизијским серијама Клинци и Трнавчевићи у дивљини. Представља трећи и финални филм у филмској серији Клинци као и други филм у серији Трнавчевићи у дивљини. Кристин Кавана, гласовна глумица Чаки Финстер, замењена је Ненси Картрајт. Филм су продуцирали Nickelodeon Movies и Klasky Csupo и објављен је у биоскопима 13. јуна 2003. године, дистрибутера Paramount Pictures. За разлику од претходних делова, филм Клинци у дивљини је примио углавном негативне критике и зарадио је само 55.4 милиона америчких долара широм света, чинећи га филмом Клинци са најмањом зарадом у трилогији. Филм је објављен у биоскопима у Србији. Синхронизацију је радио студио Мириус и дистрибутер српске синхронизације је предузеће Tuck. Гласовне улоге српске синхронизације су Горан Пековић, Небојша Буровић, Татјана Станковић, Виолета Пековић, Љиљана Перош и Марко Живић. Taramount Film је српски дистрибутер DVD издања које садржи српске титлове.

## Радња
Клинци одлазе у авантуру кроз сафари. Томи се представља као Најџел Трнавчевић, који му је узор и лажира његову емисију о природи. Емитовање беба се прекида када наиђу на тигра и затим и на крокодила, који им прете. Као што почињу тонути у живом песку и скоро су нападнути, ово се открива као само машта; бебе и њихове породице крећу на одмор на крстарење бродом Липшиц.